# Mireya Correa
Mireya D. Correa (Panamá, 6 de febrero de 1940-Panamá, 22 de noviembre de 2022) fue una bióloga panameña.
Primera botánica panameña. Hizo su primaria en el Panama School y los concluyó en la Escuela República de Chile.  Su secundaria la hizo en el Instituto Nacional de Panamá.
Se licenció en Biología y Química en la Universidad de Panamá en 1963 y en 1967 obtuvo una maestría en Botánica en la Universidad de Duke en Durham, Carolina del Norte, Estados Unidos. Fue también profesora de la Universidad de Panamá. Fue colaboradora en el Instituto Smithsonian de Investigaciones Tropicales (Smithsonian Tropical Research Institute) desde 1987 se hizo investigadora permanente.
Dirigió, desde sus inicios en 1968, el herbario de la Universidad de Panamá —unidad de investigación y docencia de la Facultad de Ciencias Naturales, Exactas y Tecnología—, reuniendo más de ciento veintiocho mil especímenes que conforman la colección más importante de especies botánicas del país y que forma parte de la Red de Herbarios de Mesoamérica y el Caribe desde 1995.
En su trayectoria, Mireya hizo múltiples investigaciones, publicaciones y aportes en proyectos nacionales, regionales y globales.  Entre ellos el Global Plants Initiative, que consiste en digitalizar en alta resolución el material de los herbarios, posicionando al STRI en un centro regional de digitalización de especímenes de plantas (plantas, hongos y algas).
Durante la celebración de los 50 años del Herbario de la Universidad de Panamá (2018), se hizo un reconocimiento a las doctoras Mireya Correa y Noris Salazar Allen por sus aportes a este centro de referencia de la flora panameña.

## Algunas publicaciones
- mireya d. Correa, tânia Regina dos Santos Silva. 2005. Drosera (Droseraceae), fasc. 96. V. 96 de Flora Neotropica Monograph, ISSN 0071-5794 edición ilustrada de Organization for Flora Neotropica, 65 p. ISBN 0893274631, ISBN 978-0893274634

- ---------------------, rodrigo Duno de Stefano, duncan m. Porter. 2005. Flora of Ecuador, v. 75 Naturhistoriska riksmuseet (Sweden). Section for Botany. Contribuye Göteborgs univ. Systematisk botanik, Naturhistoriska riksmuseet (Suecia). Section for Botany. Publicó Department of Systematic Botany, Univ. Göteborg, Section for Botany, Riksmuseum.

- ---------------------, carmen Galdames, maría s. de Stapf. 2004. Catálogo de las plantas vasculares de Panamá. Publicó ANAM, 599 p. ISBN 9962025524, ISBN 9789962025528

- Guía preliminar de campo. Flora del Parque Nacional Altos de Campana.[11]

- Lista de plantas existentes en el herbario de la Universidad de Panamá. 1974.[12]

- Nuestra herencia biológica.
- D'Arcy, Williams G. (Editor) Correa A., Mireya D. (Editor).  1985  The botany and natural history of Panamá : La botánica e historial natural de Panamá.  Saint Louis, Missouri, U.S.A. : MISSIOURI BOTANICAL GARDEN xxi, 455 p. : il. ; 28 cm ISBN: 0-915-279-03-7[13]

- Toribio Abrego, Noris Karina Semillas y frutos de uso artesanal en Panamá / Noris Karina Toribio Abrego y Mireya D. Correa Arroyo -- 1a ed. – Santo Domingo de Heredia: Instituto Nacional de Biodiversidad, INBio, 2009. 108 p; 15 cm x 23 cm ISBN 978-9968-927-53-6
- Correa A., Mireya D., Galdames, Carmen and Campos-Pineda, Ernesto. 2019. Hierbas, bejucos y lianas en el parque natural metropolitano, Panamá . Primera ed. Smithsonian; Universidad de Panamá.[14]
- Correa Arroyo, Mireya ; Stapf, María N. S. de ; De Sedas, Alejandro ; Hernández Agudo, Fermín ; Carranza Vega, Reyes Miguel, 200.  Costa Rica, InBio. ISBN: 9789968927628

## Honores

### Reconocimientos
- 2008 - Medalla José Cuatrecasas a la Excelencia en Botánica Tropical.[7][15]
- 2012 - Doctorado honoris causa por la Universidad de Panamá[6]
- 2016 - Auditorio de Investigación y Postgrado de la Universidad de Panamá es nombrado en su honor[16]